# Nutlon
Die Wüstung Nutlon befindet sich in einem Waldgebiet drei Kilometer entfernt vom Ort Dalheim, einem Stadtteil von Lichtenau im Kreis Paderborn, Nordrhein-Westfalen. Heute steht an der Stelle des früheren Ortes ein Kreuz aus Holz.

## Geschichte
Im Mittelalter war Nutlon eine bedeutende Kirchstelle. Erste urkundliche Erwähnung fand der Ort im 10. Jahrhundert. Das Land gehörte den Klöstern Bredelar, Corvey und Geseke. Zusätzlich gehörte ein Teil der Siedlung Nutlon dem Bischof von Köln. Gegen Ende des 14. Jahrhunderts begann die Verwüstung von Nutlon. Als Wüste wurde der Ort das erste Mal 1416 genannt. Nutlon wurde danach nicht wie andere Wüstungen vom Kloster Dalheim und dem Adel übernommen und wieder mit Menschen besiedelt. So breitete sich der Wald über den ehemaligen Flächen aus. Heute befindet sich an der Stelle des früheren Ortes ein Staatswald.